# Jean-François Stévenin
Jean-François Stévenin (Lons-le-Saunier, Jura, 23 de abril de 1944 - Neully-sur-Seine, 27 de julio del 2021) fue un actor y director de cine francés. Ha trabajado en más de 150 películas desde 1968. Protagonizó la película Luna fría, que participó en competición en el Festival de Cannes de 1991.
Falleció el 27 de julio en el hospital de Neuilly-sur-Seine a la edad de 77 años

## Biografía
Estudiando en HEC Paris y enamorado del cine, redactó una tesis de licenciatura sobre la economía del cine. Realizó una estancia en Cuba, donde trabajó todos los aspectos del cine: rodaje, técnico y ayudante de dirección, etc. En su primera película como ayudante de dirección trabajó con Alain Cavalier en el filme La Chamade, en 1968.
Paralelamente a su función de ayudante de dirección con Jacques Rivette o Peter Fleischmann, Jean-François Stévenin también probó suerte como actor; se le ve en Out 1: Flete me tangere (1970), de Jacques Rivette o en El pequeño salvaje (1970), Une belle fille comme moi (1972) y La noche americana (1973), tres películas de François Truffaut. Pero fue su interpretación del señor Richet, del mismo director, en la película La Plata de poche, de 1976, la que dio impulso a su carrera. Rodó muchas veces a las órdenes de grandes nombres del cine francés: Truffaut, Rivette, pero también con Jean-Pierre Mocky, Bertrand Blier, Robert Enrico, y Laetitia Masson.
El 1978, el actor pasó por primera vez detrás la cámara y dirige su primer largometraje, Paso montagne, que también protagoniza. Dio, para la ocasión, la réplica a Jacques Villeret. El 1980, el actor francés fue hacia los Estados Unidos para las necesidades de la película Las Chiens de guerre de John Irvin. Estuvo igualmente en el cartel de la película de John Huston, A nosotros la victoria, del 1981, en la cual dio la réplica a Michael Caine y Sylvester Stallone.
Jean François Stévenin se convirtió en una figura ineludible del cine francés. Los años 1980 suenan, en la carrera del actor, con el cine de autor. Entre estas películas, hay que destacar Une chambre en ville de Jacques Demy, Passion de Jean-Luc Godard, Notre histoire de Bertrand Blier y 36 Fillette de Catherine Breillat. El 1986, el actor y director pasó por segunda vez detrás la cámara y puso en escena la película policíaca Double messieurs, con Carole Bouquet. Dos años más tarde, tuvo el papel principal en el drama Peaux de vaches, de Patricia Mazuy y compartió por primera vez el cartel con su hija, Salomé Stévenin, en su primer papel.
Actor inclasificable, Stévenin alterna, en los años 1990, entre thrillers como Le Grand Pardon 2 de Alexandre Arcady el 1992, o la película intimista Las Aveux del inocente de Jean-Pierre Améris, o películas más populares como Las Bidochons de Sergé Korber el 1996 y Le Bossu el 1997. En 2002, dirigió su tercer largometraje, la comedia dramática Mischka, en la cual participaron Salomé Stévenin y Robinson Stévenin.
Adepto a los papeles secundarios, Jean-François Stévenin, los años siguientes, fue al cartel de numerosas películas comerciales. Entre estas, El pacto de los lobos, en que actuó con Vincent Cassel y Samuel Le Bihan, Del amour junto a Virgínia Ledoyen, El Homme lleva train dirigida por Patrice Leconte,  si grabo de Bernard Rapp (2003) o bien La Chambre des muertes de Alfred Lote en 2007.
El escritor Marco-Édouard Nabe lo ha convertido en uno de los personajes principales de su novela Lucette, que describe la vida de Lucette Destouches, viuda del escritor francés Louis-Ferdinand Céline. En este libro, Nabe imaginó un Stévenin actor y cineasta, que intenta adaptar al cine la novela Nort de Céline.

## Filmografía
Filmografía:

### Director
- 1978: Passe montagne
- 1986: Double messieurs
- 2001: Mischka

### Actor
- 1968: La Chamade d'Alain Cavalier
- 1970: L'Enfant sauvage de François Truffaut
- 1971: Out 1: Noli me tangere de Jacques Rivette
- 1972: Une belle fille comme moi de François Truffaut
- 1973: La nuit américaine de François Truffaut
- 1974: Si j'te cherche... j'me trouve de Roger Diamantis
- 1976: La pell dura (L'Argent de poche) de François Truffaut
- 1976: Barocco d'André Téchiné
- 1977: La Machine de Paul Vecchiali
- 1977: La Tortue sur le dos de Luc Béraud
- 1979: Mais ou et donc Ornicar de Bertrand Van Effenterre
- 1979: Roberte de Pierre Zucca
- 1979: La guerra dels policies de Robin Davis
- 1980: Deux lions au soleil de Claude Faraldo
- 1981: The Dogs of War de John Irvin
- 1981: Allons z'enfants d'Yves Boisset
- 1981: Neige de Juliet Berto
- 1981: Psy de Philippe de Broca — Jo
- 1981: Evasió o victòria (À nous la victoire) de John Huston: Claude
- 1981: Merry-Go-Round de Jacques Rivette
- 1982: Le Pont du Nord de Jacques Rivette
- 1982: Y a-t-il un Français dans la salle? de Jean-Pierre Mocky
- 1982: Une chambre en ville de Jacques Demy
- 1982: Passion, de Jean-Luc Godard
- 1984: Notre histoire de Bertrand Blier
- 1985: L'illa del tresor (Treasure Island) de Raoul Ruiz
- 1986: La Rebelión de los colgados de Juan Luis Buñuel
- 1986: Tenue de soirée, de Bertrand Blier
- 1986: Je hais les acteurs, de Gérard Krawczyk
- 1986: Cinématon numero 786 de Gérard Courant
- 1986: Double Messieurs, de J.-F. Stévenin
- 1987: Sale Destin de Sylvain Madigan
- 1988: Come sono buoni i bianchi de Marco Ferreri
- 1988: 36 fillette de Catherine Breillat
- 1989: Les Maris, les Femmes, les Amants de Pascal Thomas
- 1989: La Soule de Michel Sibra
- 1989: La Révolution française de Robert Enrico i Richard T. Heffron, Louis Legendre
- 1989: Le Voisin de Paul de Jean-Marie Gigon
- 1990: Jacques Rivette, le veilleur de Claire Denis
- 1990: Mona et moi de Patrick Grandperret
- 1991: La Philosophie dans le boudoir d'Olivier Smolders (curt)
- 1991: Lune froide de Patrick Bouchitey
- 1991: Sushi Sushi de Laurent Perrin
- 1991: La Gamine d'Hervé Palud
- 1992: Le Grand pardon II d'Alexandre Arcady
- 1992: Un parapluie per trois de Felipe Vega
- 1992: Olivier, Olivier d'Agnieszka Holland
- 1993: De force avec d'autres de Simon Reggiani
- 1993: 23:58 de Pierre-William Glenn
- 1993: Per culpa d'ella (À cause d'elle) de Jean-Loup Hubert
- 1994: Els patriotes (Les Patriotes) d'Éric Rochant
- 1994: Parano: Nuit d'essence de Manuel Flèche
- 1995: Fast de Dante Desarthe
- 1995: Dis-moi oui... d'Alexandre Arcady
- 1995: Noir comme le souvenir de Jean-Pierre Mocky
- 1996: L'Éducatrice de Pascal Kané
- 1996: Les Bidochon de Serge Korber
- 1996: Les Aveux de l'innocent de Jean-Pierre Améris
- 1996: Les Frères Gravet de René Féret
- 1997: K d'Alexandre Arcady
- 1997: Le Bossu de Philippe de Broca
- 1998: La Petite Graine de Tessa Racine (curt)
- 1998: ...Comme elle respire de Pierre Salvadori
- 1998: À vendre de Laetitia Masson
- 1999: Fait d'hiver de Robert Enrico
- 2000: Genet a Chatila de Richard Dindo Voix
- 2000: Love me de Laetitia Masson
- 2000: Total Western, d'Éric Rochant
- 2000: Les Frères Sœur de Frédéric Jardin
- 2001: El pacte dels llops (Le Pacte des loups) de Christophe Gans
- 2001: De l'amour de Jean-François Richet
- 2001: Fils de zup de Gilles Romera
- 2001: Mischka de Jean-François Stévenin
- 2002: La Repentie de Laetitia Masson
- 2002: Deux de Werner Schroeter
- 2002: L'Homme du train de Patrice Leconte
- 2003: Pas si grave de Bernard Rapp
- 2005: Camping a la ferme de Jean-Pierre Sinapi
- 2006: Le Deal de Jean-Pierre Mocky
- 2007: Chute libre d'Olivier Dorigan
- 2007: Il a suffi que maman s'en aille... de René Féret
- 2007: Le Vacant de Julien Guetta (curtmetratge)
- 2007: La Chambre des morts d'Alfred Lot
- 2008: Capitaine Achab de Philippe Ramos
- 2008: Les Yeux bandés de Thomas Lilti
- 2008: Une étoile dans la nuit de René Féret
- 2008: Nuit de chien de Werner Schroeter
- 2008: Le vacant de Julien Guetta (curt)
- 2009: The Limits of Control de Jim Jarmusch
- 2010: Happy Few d'Antony Cordier
- 2010: Lignes de front de Jean-Christophe Klotz
- 2010: La Tête en friche de Jean Becker
- 2011: Une folle envie de Bernard Jeanjean
- 2011: Itinéraire bis de Jean-Luc Perréard
- 2011: Jeanne captive de Philippe Ramos
- 2011: De force de Frank Henry
- 2011: Let My People Go! de Mikael Buch
- 2012: L'Enfant d'en haut, d'Ursula Meier
- 2012: Des escargots et des hommes de Tudor Giurgiu
- 2013: Le premier homme de Gianni Amelio
- 2013: Une histoire d'amour d'Hélène Fillières
- 2013: Spiritismes de Guy Maddin
- 2013: Amitiés sincères de François Prévôt-Leygonie i Stephan Archinard
- 2013: Comme un lion de Samuel Collardey
- 2013: Les Beaux Jours de Marion Vernoux
- 2013: Le Renard jaune de Jean-Pierre Mocky
- 2014: Le Dernier Diamant d'Éric Barbier
- 2014: Mirage d'amour avec fanfare d'Hubert Toint
- 2015: Fou d'amour de Philippe Ramos

## Premios y distinciones
Festival Internacional de Cine de Venecia
| Año  | Categoría       | Película          | Resultado |
| ---- | --------------- | ----------------- | --------- |
| 1979 | Premio FIPRESCI | Le passe-montagne | Ganador   |

Candidaturas
- 1983: César al mejor actor secundario por Une chambre en ville